# Gornji Jalšovec
Gornji Jalšovec falu Horvátországban Krapina-Zagorje megyében. Közigazgatásilag Desinićhez tartozik.

## Fekvése
Krapinától 15 km-re délnyugatra, községközpontjától 3 km-re délkeletre a Horvát Zagorje északnyugati részén fekszik.

## Története
A településnek 1857-ben 176, 1910-ben 320 lakosa volt. Trianonig Varasd vármegye Pregradai járásához tartozott. A településnek 2001-ben 84 lakosa volt.

## Külső hivatkozások
Desinić község hivatalos oldala